# Dan Biggar
Dan Biggar (ur. 16 października 1989 r. w Morriston koło Swansea) – walijski rugbysta występujący na pozycji łącznika ataku. Reprezentant kraju i dwukrotny uczestnik pucharu świata.

## Młodość
Z wyjątkiem krótkiego pobytu w Aberdeen w wieku trzech lat gdzie pracował jego ojciec, Biggar całe swoje dzieciństwo i młodość spędził w Swansea. Urodził się w położonej w granicach hrabstwa gminie Morriston, a następnie uczęszczał do Gowerton Comprehesive School w Gowerton. Przygodę z rugby rozpoczął w niewielkim zespole w Gorseinon, gdzie trenował w grupach wiekowych od U-10 do U-16. W tym samym czasie trenowali także inni przyszli reprezentanci kraju: rok starszy Leigh Halfpenny i kilka lat młodszy Ross Moriarty.
W 2005 roku Biggar dołączył do akademii Ospreys i drużyny do lat 16. Niedługo później otrzymał ofertę przenosin do Londynu i zespołu Harlequins, jednak z niej nie skorzystał, nie chcąc opuszczać rodzinnego miasta w tak młodym wieku.

## Kariera klubowa
W roku 2007 Biggar podpisał z Ospreys kontrakt młodzieżowy (development contract), w tym samym czasie co Rhys Webb. Swój pierwszy sezon wśród seniorów 18-letni łącznik ataku spędził w amatorskim klubie Swansea R.F.C. rywalizującym w Welsh Premiership. W swoim debiucie pojawił się na boisku z ławki rezerwowych, jednak już w następnej kolejce znalazł się w podstawowym składzie i zdobył dla drużyny 18 punktów. Łącznie w ciągu roku wystąpił w 13 meczach Swansea R.F.C.
W marcu 2008 zawodnik otrzymał szansę debiutu w barwach reprezentujących region Ospreys. Pojawił się na boisku jako zmiennik w ostatnich minutach zwycięskiego półfinału Anglo-Welsh Cup z Saracens. W maju otrzymał szansę w końcówce spotkania z Connacht.
W kolejnych sezonach Biggar stopniowo awansował w wewnątrzklubowej klasyfikacji graczy na pozycji numer 10. Po odejściu Gavina Hansena wygrał rywalizację o miejsce w składzie z Jamesem Hookiem. W sezonie 2011/2012 odegrał kluczową rolę w końcowym sukcesie. W półfinale z Munster Rugby zdobył 25 spośród 45 punktów swojego zespołu. W finale, w którym Ospreys mierzyli się z Leinster, celnymi kopami zdobył ich 16. Ostatni z nich, w 78. minucie przeważył szalę zwycięstwa na korzyść Walijczyków – Biggar zaliczył wówczas podwyższenie po przyłożeniu Shane’a Williamsa w samym narożniku boiska.
Wiosną 2013 roku podpisał nowy kontrakt wiążący go jednocześnie z Ospreys jak i reprezentacją Walii do 2016 roku. We wrześniu – jako zaledwie drugi gracz w historii – osiągnął granicę 1000 punktów w zmaganiach ligowych w ramach Pro12. Już w kwietniu 2014 roku został najmłodszym zawodnikiem z setką występów w barwach Ospreys na koncie.
W sezonie 2014/2015 Ospreys awansowali do półfinału rozgrywek, gdzie jednak 21:18 ulegli ekipie z Munsteru. Latem 2015 roku usługami Biggara zainteresowany był szereg klubów z Anglii i Francji, kilka ofert – zgodnie ze słowami samego zawodnika – było bardzo poważnych. Pomimo tego Walijczyk nie zdecydował się na przeprowadzkę, zaś w grudniu przedłużył kontrakt z Ospreys do roku 2019. W kwietniu 2017 roku Biggar rozegrał swój 200. mecz w koszulce Ospreys.
Na początku września 2017 roku angielski zespół Northampton Saints ogłosił, że z początkiem kolejnego sezonu walijski łącznik ataku dołączy do ich składu. W udzielonym niedługo później wywiadzie Biggar wyjawił, że przyczyn decyzji o zmianie barw klubowych było kilka, wśród nich chęć zmiany otoczenia po przeszło dekadzie w tym samym zespole i w towarzystwie tych samych osób. Sugerował też, że rywalizacja w angielskiej Premiership na co dzień jest zwyczajnie bardziej intensywna niż w Pro12, dzięki czemu będzie mógł podnieść swój indywidualny poziom.
W ostatnim sezonie w barwach Ospreys Bigggar zaliczył swój 50. mecz w europejskich pucharach. W końcówce sezonu Walijczyk ponownie stanowił pewny punkt swojej drużyny. W spotkaniu z Connachtem stanowiącym swoiste pożegnanie z Liberty Stadium, Biggar miał udział przy czterech z pięciu przyłożeń swojej drużyny, zdobywając dodatkowo 14 punktów dzięki celnym kopnięciom. W ostatnim meczu sezonu zasadniczego, z Cardiff Blues, w ciągu końcowych 10 minut spotkania najpierw wyrównał wynik meczu dzięki kopnięciu z rzutu karnego, a następnie przechylił szalę zwycięstwa na korzyść Ospreys za sprawą drop goala. Łącznie zdobył 21 „oczek”. Ostatecznie w półfinale gracze ze Swansea ponownie trafili na ekipę z Munsteru, która zwyciężyła aż 23:3. Swoje występy w barwach Ospreys Biggar zakończył z łącznym wynikiem 1573 punktów, jedynie o dziewięć „oczek” gorszym od rekordu Dana Parksa, celnie wykonując przy tym 299 rzutów karnych (trzeci wynik) i 247 podwyższeń (pierwszy).
W barwach nowego klubu zadebiutował 2 września 2018 r. w ligowym spotkaniu z Gloucester.

## Kariera reprezentacyjna

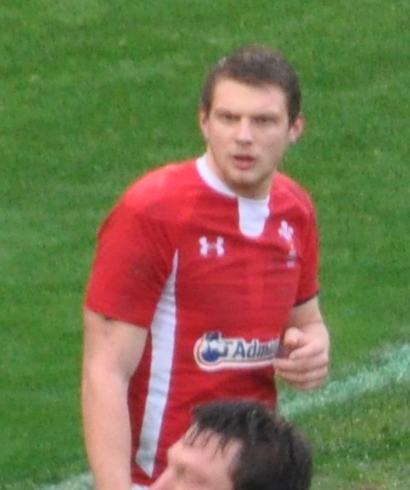
Biggar podczas meczu reprezentacji Walii (2013)

Biggar pierwszy raz do drużyny narodowej został wybrany w grupie U-16, gdy występował jeszcze w klubie z Gorseinon. W 2007 roku otrzymał powołanie na Puchar Sześciu Narodów U-18
W roku 2008 awansował do drużyny do lat 20, gdzie uważany był za duży talent. Wziął udział zarówno w Pucharze Sześciu Narodów U-20 jak i mistrzostwach świata w tej samej kategorii. Swoje szanse na końcowy sukces Walijczycy zaprzepaścili na półfinałowym starciu z Nową Zelandią, przegrywając następnie mecz o brąz z Południową Afryką.
W listopadzie tego samego roku, wobec kontuzji Jamesa Hooka, Biggar otrzymał szansę debiutu w pierwszej reprezentacji. W wygranym 34:13 meczu z Kanadą  pojawił się na boisku już po 18 minutach, zaliczając poprawny, choć nie pozbawiony błędów występ. Kolejną okazją do pokazania swoich umiejętności były letnie sparingu w roku 2009, kiedy zarówno Hook jak i Stephen Jones byli niedostępni do gry z uwagi na spotkania British and Irish Lions. Zagrał w meczach z Kanadą – raz jeszcze – i ze Stanami Zjednoczonymi. Za spotkanie z ekipą spod znaku klonowego liścia, kiedy to po raz pierwszy wyszedł w podstawowym ustawieniu reprezentacji, Biggar zebrał pochlebne opinie. W kolejnych latach nie potrafił na stałe zadomowić się w składzie pierwszej drużyny. W 2011 roku zaliczył tylko jeden występ, z Australią, a wobec spadku formy jego miejsce w drużynie na puchar świata zajął Rhys Priestland. Dodatkowo w roku 2012 kontuzja uniemożliwiła mu wzięcie udziału w Pucharze Sześciu Narodów, który zakończył się zdobyciem przez Walię Wielkiego Szlema.
Pomimo tego rok później był podstawowym graczem zespołu, który obronił tytuł mistrzowski. Miejsce w składzie na swój pierwszy w życiu turniej tej rangi Biggar zawdzięczał nie tylko swojej rosnącej formie, ale też kontuzji Priestlanda, który uszkodził ścięgno Achillesa. Swoją klasę zawodnik Ospreys potwierdził w szczególności w rekordowo wysoko wygranym meczu z Anglikami – 30:3. W spotkaniu tym zaliczył udany rzut karny, podwyższenie i drop goala. Dobrą passę kontynuował także w dwóch kolejnych starciach z Japonią. Mecze te odbywały się równolegle do spotkań British and Irish Lions w Australii. Pominięcie Biggara w selekcji składu „Lwów” było traktowane jako pewne zaskoczenie – był jedynym zawodnikiem podstawowego składu z pamiętnego meczu z Anglią, który nie otrzymał powołania od trenera Warrena Gatlanda.
W roku 2014 choć nie zawsze występował w pierwszym składzie, Biggar miał pewne miejsce w drużynie narodowej. Dlatego też, kiedy wobec zbliżającego się pucharu świata selekcjoner Walijczyków przeprowadził oficjalny wewnętrzny sparing Probables – Posibles (Prawdopodobni – Potencjalni), zawodnik Ospreys znalazł się w pierwszej z drużyn. Puchar Sześciu Narodów 2015, w którym Biggar w każdym meczu wybiegał w podstawowym ustawieniu, dla Walijczyków zakończył się na trzecim miejscu, pomimo iż wygrali cztery z pięciu swoich spotkań. Identyczny wynik osiągnęły jednak reprezentacje Irlandii i Anglii, które zakończyły rozgrywki z lepszym bilansem małych punktów.
W sierpniu 2015 roku pochodzący ze Swansea zawodnik znalazł się w składzie reprezentacji na nadchodzące mistrzostwa świata. W ostatnim meczu towarzyskim z Włochami kontuzji wykluczających ich udział w turnieju doznali podstawowi zawodnicy formacji ataku – Rhys Webb oraz Leigh Halfpenny. Drugi z wymienionych pełnił ponadto obowiązki etatowego wykonawcy kopów na bramkę. W trakcie samego pucharu urazy odnieśli także Scott Williams, Hallam Amos i Liam Williams, co spowodowało, że część zawodników zmuszona była grać na obcych sobie pozycjach. Pomimo tych przeciwności reprezentanci Walii radzili sobie w trakcie mistrzostw nadspodziewanie dobrze. Z zaledwie jedną porażką wyszli z grupy z drugiego miejsca, wyprzedzając faworyzowaną Anglię, gospodarza turnieju. W bezpośrednim pojedynku na Twickenham Walijczycy zwyciężyli 28:25, a kluczową rolę odegrał wówczas właśnie Biggar, okrzyknięty najlepszym zawodnikiem spotkania. Łącznik młyna, który przejął obowiązki kopacza od nieobecnego Halfpenny’ego, zdobył łącznie 23 punkty, celnie wykonując wszystkie osiem swoich prób, w tym decydujący o zwycięstwie rzut karny niemalże z połowy boiska. W spotkaniu tym pobił kilka krajowych rekordów – indywidualnie: liczby punktów zdobytych w meczu pucharu świata i liczby punktów zdobytych przeciwko Anglii oraz drużynowo: liczby punktów zdobytych na Twickenham. W fazie ćwierćfinałowej Walia trafiła na południowoafrykańskich „Springboks”. Pomimo wyrównanego spotkania lepsi okazali się jednak reprezentanci RPA, którzy zwyciężyli 23:19 po przyłożeniu zdobytym w 75. minucie przez Fourie’ego du Preez. W całym turnieju Biggar w czterech spotkaniach zdobył 56 punktów, zbierając za swoją grę bardzo dobre oceny. Niektórzy komentatorzy umieszczali jego nazwisko na liście dziesięciu najlepszych zawodników pucharu świata; sugerowano także, że dzięki swoim występom podczas turnieju awansował do światowej czołówki wśród łączników ataku. Jednocześnie uwagę kibiców i komentatorów przykuło zachowanie Biggara przed wykonaniem każdego stałego fragmentu gry – rzutu karnego czy podwyższenia. Walijczyk koncentrując się na kopnięciu, mechanicznie wykonywał ten sam zestaw ruchów: rytmicznie poruszał stopami i ramionami, poprawiał elementy odzieży czy fryzurę. W trakcie mistrzostw zachowanie to zyskało miano „Biggareny” poprzez nawiązanie do układu tanecznego towarzyszącego utworowi „Macarena” hiszpańskiego zespołu Los Del Río. Ruchy Biggara doczekały się licznych internetowych kompilacji, każdorazowo wzbudzając reakcję widzów na stadionie. Udostępniono także nagranie na którym „Biggarenę” w humorystyczny sposób wykonywał filar reprezentacji RPA Trevor Nyakane. Zachowanie Walijczyka usiłował naśladować także wspieracz Bakkies Botha, który w listopadzie 2015 roku w barwach Barbarians rozgrywał swój ostatni mecz w karierze. Po zakończeniu mistrzostw Biggar zapowiedział, że postara się uprościć swoje przygotowania do wykonania uderzenia
Pod koniec 2015 roku Biggar przedłużył swój kontrakt z rodzimą federacją do 2019 roku. W całym roku 2016 rozegrał 12 spotkań (wszystkie w podstawowym składzie), w tym pięć w Pucharze Sześciu Narodów oraz trzy podczas wizyty Walijczyków w Nowej Zelandii.
Punktem kulminacyjnym sezonu reprezentacyjnego 2016/2017 – przynajmniej z punktu widzenia Wysp Brytyjskich – było tournée British and Irish Lions, którzy podobnie jak rok wcześniej reprezentacja Walii udali się do Nowej Zelandii. Biggar znalazł się w składzie „Lwów” jako jeden z trójki łączników ataku, obok Anglika Owena Farrella i Irlandczyka Jonathana Sextona. W powszechnym odczuciu to wymieniona dwójka jako bardziej doświadczona stawiana była w roli głównych kandydatów do miejsca w pierwszym składzie. Biggar wystąpił w pięciu spośród siedmiu sparingów, w tym czterokrotnie w podstawowym ustawieniu. Niemniej gdy przyszło do test meczów z „All Blacks”, ani razu nie pojawił się na murawie.
Na początku 2018 roku, w styczniowym spotkaniu Ospreys z Clermont Biggar doznał kontuzji ramienia, która wykluczyć go miała ze znacznej części Pucharu Sześciu Narodów. Ostatecznie rehabilitacja przy użyciu komory tlenowej pozwoliła na szybszy powrót gracza do zdrowia i jego udział w meczach z Irlandią oraz Francją. Pod nieobecność Biggara rolę „dziesiątki” pełnili przemiennie aspirujący do miana pierwszego łącznika ataku w kraju Rhys Patchell oraz Gareth Anscombe. Zawodnik pochodzący ze Swansea nie wziął także udziału w letnim zgrupowaniu, podczas którego reprezentacja Walii mierzyła się ze Stanami Zjednoczonymi i Argentyną. Zgodnie z decyzją selekcjonera większość graczy reprezentujących Lions rok wcześniej otrzymała wówczas możliwość dodatkowego wypoczynku. Decyzja ta uzasadniona była nadchodzącym długim sezonem, którego zwieńczeniem miał być puchar świata w Japonii w 2019 roku.
W maju 2021 roku ogłoszono, że zawodnik znalazł się w składzie British and Irish Lions na serię spotkań w Południowej Afryce.

### Statystyki
Stan na dzień 7 września 2019 r.
Występy na arenie międzynarodowej
| Drużyna narodowa | Rok  | Mecze | Punkty |
| ---------------- | ---- | ----- | ------ |
| Walia            | 2008 | 1     | 9      |
| Walia            | 2009 | 3     | 35     |
| Walia            | 2010 | 4     | 8      |
| Walia            | 2011 | 1     | 2      |
| Walia            | 2012 | 2     | 0      |
| Walia            | 2013 | 9     | 30     |
| Walia            | 2014 | 8     | 40     |
| Walia            | 2015 | 11    | 85     |
| Walia            | 2016 | 12    | 86     |
| Walia            | 2017 | 9     | 0      |
| Walia            | 2018 | 5     | 28     |
| Walia            | 2019 | 8     | 28     |
| Suma             | Suma | 73    | 351    |

Przyłożenia na arenie międzynarodowej
| Lp. | Data              | Miejsce                      | Przeciwnik | Rozgrywki                   |
| --- | ----------------- | ---------------------------- | ---------- | --------------------------- |
| 1.  | 28 lutego 2015    | Stade de France, Saint-Denis | Francja    | Puchar Sześciu Narodów 2015 |
| 2.  | 12 marca 2016     | Twickenham, Londyn           | Anglia     | Puchar Sześciu Narodów 2016 |
| 3.  | 19 marca 2016     | Millennium Stadium, Cardiff  | Włochy     | Puchar Sześciu Narodów 2016 |
| 4.  | 17 listopada 2018 | Millennium Stadium, Cardiff  | Tonga      | mecz towarzyski             |

## Nagrody i wyróżnienia
- Najlepszy zawodnik roku 2014 w Pro12 według zawodników (2014 Pro12 Players’ Player of the year)[72]
- Walijska sportowa osobowość roku 2015 według BBC (2015 BBC Wales Sports Personality of the Year)[73]

## Życie osobiste
Podczas kończących szkołę średnią egzaminów GCE A-level (General Certificate of Education Advanced level) jednym ze zdawanych przez Biggara przedmiotów było aktorstwo.